# Nueva Francia (Santiago del Estero)
Nueva Francia es una localidad y comuna del Departamento Silípica, provincia de Santiago del Estero, Argentina.
La localidad de Nueva Francia, Dpto. Silípica, se encuentra en el Departamento Silípica a 45 km de la ciudad capital de Santiago del Estero, sobre ruta nacional N.º 9. La misma limita: al norte con la localidad de Árbol Solo, al sur con la localidad de San Vicente, al oeste con San Andrés y al este con el canal San Martín.
La localidad fue fundada por un inmigrante francés, Juan María Vignaux, quien llegó a estas tierras por el año 1890 para fundar "su nueva Francia", en honor a su tierra natal. Vignaux desarrollo la actividad agropecuaria, e hizo grandes adelantos para la zona, como por ejemplo gestionar la creación de la escuela primaria, que hoy lleva el nombre de su fundador. Actualmente, cada 26 de septiembre el pueblo festeja su aniversario. Esta localidad es netamente rural, y se encuentra en una zona denominada de Área de Riego, por lo que es apta para el desarrollo agropecuario. Se extiende más allá de la zona cercana a la Ruta 9, denominada por los pobladores como Nueva Francia Centro, teniendo la escuela primaria a diferencia de otros pueblos formados alrededor de las estaciones de ferrocarril, como lugar de referencia; si bien a partir de allí se asentó el núcleo originario de población, a lo largo de los años la misma se ha expandido de forma irregular en un radio de 3 a 7 km, formando otros núcleos más pequeños en las zonas cercanas, dando lugar a la formación de diferentes sectores tales como: Nueva Francia (centro), San Isidro, Monte Rico, San Carlos, Santa Rosa, La Loma, El Fraile, La María, Virgen del Carmen, La Perlita, El Jarillal, El Canalito, San Agustín, y B° 20 viviendas. Los pobladores colocaron los nombres con nombres que representan las condiciones del lugar o hacen referencia a veneraciones religiosas.  Si bien, hay algunos sectores que no cuentan con límites definidos, es el sentido de pertenencia lo que permite delimitar y construir un mapa del territorio.
Así mismo, no está exenta a esta situación que acontece en el contexto social actual, dado que presenta diversas situaciones que favorecen el surgimiento de estrategias que permitan la satisfacción de necesidades individuales y colectivas.
Para realizar el relevamiento se elaboró un mapa de la localidad, considerando las autodefiniciones de los pobladores acerca de la pertenencia a cada sector, definiendo así la configuración espacial del territorio; en lo demográfico se pudo conocer que la localidad tiene 1687 habitantes, distribuidos en los diferentes sectores en 364 hogares, de los cuales 866 son de sexo masculino y 821 femenino. Además se relevó las organizaciones públicas y privadas de la zona, entre las que se encuentran la comisión municipal, escuelas, policía, sala de primeros auxilios, clubes deportivos, asociaciones vecinales, comunidades religiosas, cooperativas, radios y pequeñas empresas agropecuarias, industriales y de servicios.
	En cuanto a las condiciones económicas la zona se caracteriza por ser zona de riego y apta para el cultivo. La actividad predominante es la agro-ganadera, con algunos proletarios rurales, pequeños productores, y en menor medida empleados públicos.  Principalmente se produce alfalfa, maíz, curbitaceas (anquitos, zapallos y calabazas), para el autoconsumo y para venta, pero esta última en poca proporción. En cuanto a lo pecuario, crían porcinos, caprino, aves de corral, y ganado. Como característica principal del lugar, la actividad agropecuaria se realiza para el autoconsumo, ya que no producen en gran magnitud para la venta
	Una característica de la mano de obra de la zona es la migración estacional, debido a que gran cantidad de adultos y jóvenes que se trasladas a otras provincias a trabajar temporalmente; este recurso les permite sobrevivir durante los distintos periodos de cosecha. Es decir, que la mayoría de los hombres activamente económicos se desarrollan en actividades agropecuarias y las mujeres en el servicio doméstico. En menores proporciones se encuentran los empleados públicos y trabajadores independientes. Las mujeres que no tienen empleo fijo ni precario se dedican a las tareas del hogar.
	Cabe destacar que las condiciones laborales son precarias, generalmente estacional y en negro, con pocos en relación de dependencia o contratados. 
	Los ingresos son resultado de estas actividades o de los aportes extras que provienen del aporte de algún miembro del grupo familiar que se encuentra trabajando en la ciudad Capital o en otras provincias. Además es una constante encontrar familias que subsisten con los ingresos derivados de pensiones no contributivas (discapacidad y madre de 7 hijos), como así también jubilaciones y salario universal por hijo. Esta zona presenta gran cantidad de NBI.
	En las relaciones sociales, al ser una población dispersa se ve limitada la integración entre los pobladores de los diferentes sectores, en el plano de la participación, la misma se produce en el ámbito de las instituciones educativas, deportivas y religiosas, dado que estos espacios integran toda la familia. Las instituciones deportivas y las asociaciones vecinales son formadas por ellos mismos en la búsqueda de satisfacer necesidades.
Indagando sobre el aspecto cultural surgió que el tomar mate y generalmente acompañado con tortilla a la parilla es parte de las tracciones de esta zona. Como así también los campeonatos de fútbol que congrega a toda la familia en los diferentes clubes, y que son visualizadas como único espacio de distracción y recreación en la zona. Dormir la siesta, en lo productivo el cultivo de la tierra, juntar a mano el algodón a mano, actividad que la realiza todo el núcleo familiar, entre las comidas comer empanadas es otros rasgos culturales. Se pudo constatar que en la zona no había espacios donde se concentren estos rasgos culturales.
	Las campañas solidarias son otro elemento que identifica a la zona, ya que ante cualquier acontecimiento o situación difícil que le suceda a algún miembro o familia de la localidad, los vecinos se organizan para solidarizarse con ellos a través de campañas solidarias por medio de las radios donde cada vecino acerca a las mismas sus donaciones, como así también se organizan rifas, venta de comidas, campeonatos, etc. Para colaborar con el vecino necesitado.
	Entre los cultos religiosos la veneración a San Esteban representa su religiosidad popular. Su festividad congrega a la expresión del pueblo, como un espacio de reunión y de encuentro más que de veneración católica. Las demás fiestas patronales de los diferentes sectores, como San Isidro Labrador, patrono de los agricultores, San Carlos, Virgen del Carmen y Santa Rosa, que serían vistas como parte de la religión católica.
	Otro importante rasgo de la cultura son los cultos a los muertos, ya que aún se realizan lo velorios en las casas durante todo el día y la noche, y toda lo familia acostumbra darse cita en el cementerio el día de las alumbradas.
	Los lugares tradicionales de encuentro de todo el pueblo son los campeonatos de fútbol, los bailes familiares organizados por ejemplo por los clubes y las organizaciones religiosas, las fiestas y actos escolares.

## Población
Cuenta con 1,091 habitantes (Indec, 2010), lo que representa un incremento del 69,7% frente a los 643 habitantes (Indec, 2001) del censo anterior.
| Gráfica de evolución demográfica de Nueva Francia entre 1991 y 2010 |
|                                                                     |
| Fuente: Censos nacionales del INDEC                                 |

## Sismos de Santiago del Estero
El 1 de enero de 2011 (14 años), 21 de febrero y el 2 de septiembre de 2011, varias extensas áreas fueron epicentro de sismos de 7,0; 5,9; y 6,9 grados en la escala de Richter, aunque sin causar daños ni víctimas, pues se registraron a profundidades de 600 km; y los movimientos telúricos llegaron a sacudir edificios altos en varias provincias, incluyendo la ciudad de Buenos Aires.

### Sismicidad
La sismicidad del área de Santiago del Estero es frecuente y de intensidad baja, y un silencio sísmico de terremotos medios a graves cada 40 años.
El 4 de julio de 1817 (207 años), sismo de 1817 de 7,0 Richter, con máximos daños reportados al centro y norte de la provincia, donde se desplomaron casas y se produjo agrietamiento del suelo, los temblores duraron alrededor de una semana. Se estimó una intensidad de VIII grados Mercalli. Hubo licuefacción con grandes cantidades de arena en las fisuras de hasta 1 m de ancho y más de 2 m de profundidad. En algunas de las casas sobre esas fisuras, el terreno quedó cubierto de más de 1 dm de arena.</ref>
Aunque la actividad geológica ocurre desde épocas prehistóricas, el sismo del 20 de marzo de 1861 (164 años) señaló un hito importante dentro de la historia de eventos sísmicos argentinos ya que fue el más fuerte registrado y documentado en el país. A partir del mismo la política de los sucesivos gobiernos provinciales y municipales han ido extremando cuidados y restringiendo los códigos de construcción. Pero solo con el terremoto de San Juan del 15 de enero de 1944 (81 años) los Estados provinciales tomaron real estado de la gravedad sísmica de la región.